# Dino Saluzzi
Timoteo „Dino“ Saluzzi (* 20. Mai 1935 in Campo Santo (Ingenio San Isidro), Provinz Salta, Argentinien) ist ein argentinischer Bandoneonspieler und Komponist. Martin Kunzler zufolge ist er der „vitale Improvisator des Tango Nuevo.“ Er hat ihn rhythmisch aufgerüstet, geöffnet, als Tango Libre – so der programmatische Titel einer seiner Kompositionen – dialogfähig mit vielen Spielarten der improvisierten Musik gemacht und eine eigene Form des Ethno-Jazz geschaffen.

## Leben und Wirken

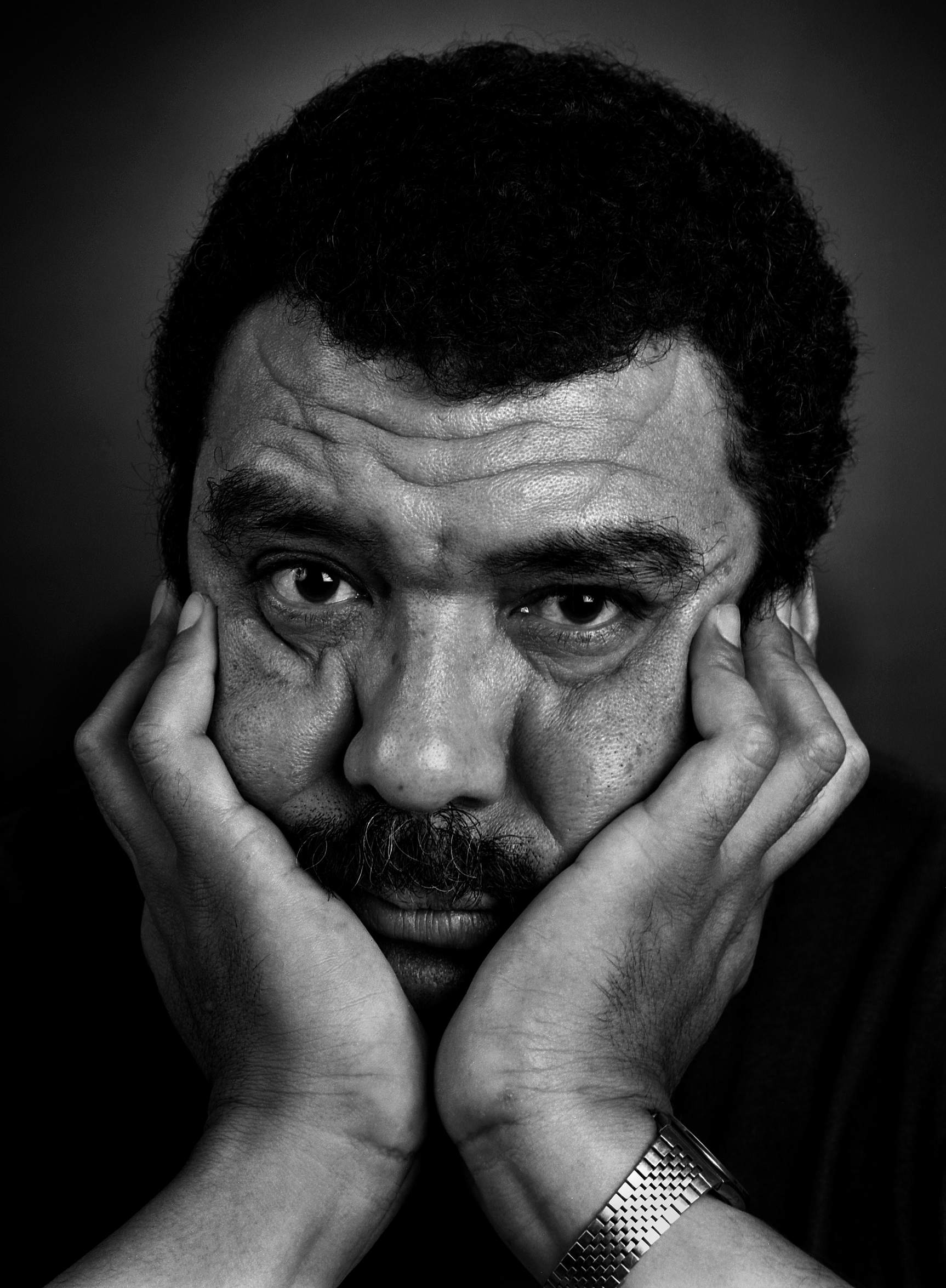
Dino Saluzzi, frühe 1980er Jahre (fotografiert von Gert Chesi)

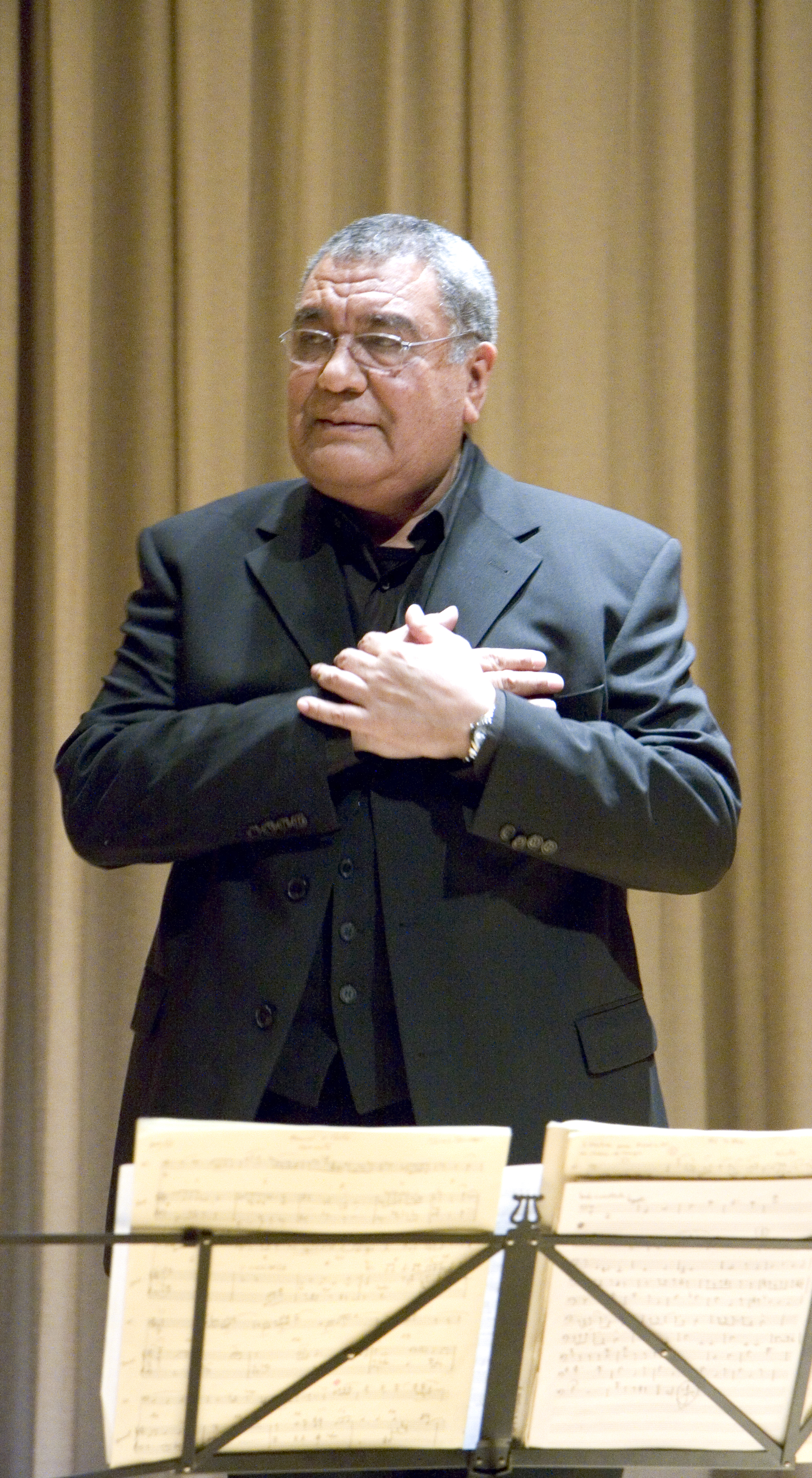
Dino Saluzzi, 2007

Saluzzi bekam in der Familie Unterricht auf dem Bandoneon. Während seines Studiums in Buenos Aires wurde er Mitglied des Symphonieorchesters Estable, das für den Sender Radio El Mundo spielte. Zu dieser Zeit begegnete er auch schon Astor Piazzolla. 1956 ging er nach Salta zurück, um sich dort kompositorisch weiterzuentwickeln. Anfang der 1970er war er an Aufnahmen von Gato Barbieri beteiligt, in denen freier Jazz und argentinische Musik miteinander verbunden wurden. Mit Mariano Mores ging er in andere lateinamerikanische Länder auf Tournee. Als Solist und Arrangeur arbeitete er für eine Tourneeproduktion Sinfonia de Tango, mit der er 1977 in Japan zu hören war. 1979 gründete er sein eigenes Cuarteto Dino Saluzzi, dessen Auftritte in Europa, etwa beim JazzFest Berlin, mit großer Begeisterung aufgenommen wurden. Er ist Mitbegründer des experimentellen Ensembles „Música Creativa“, das Jazz, Folklore und Kammermusik aufführte. 1980 stellte Oscar López Ruiz ihn auf seinem Album Un Hombre de Buenos Aires heraus. 1982 wurde er Mitglied der „George Gruntz Concert Jazz Band“. Mit seinem im gleichen Jahr aufgenommenen Solo-Album Kultrum schaffte er den Durchbruch in Europa.
Er spielte in unterschiedlichen Konstellationen mit Charlie Mariano Konzerte in Deutschland und nahm mit Wolfgang Dauner und diesem mehrere Schallplatten auf (z. B. One Night in ’88, Live in Concert). Des Weiteren arbeitete er mit zahlreichen Musikern aus Europa und den USA zusammen, wie Louis Sclavis, Enrico Rava, Tomasz Stańko, Don Pullen, Al Di Meola, David Friedman, Myriam Alter, Erika Stucky, Maria João, Palle Danielsson, Renaud Garcia-Fons, Charlie Haden, Enzo Favata, Jon Christensen und Edward Vesala.
In Buenos Aires trat sein Dino Saluzzi Quinteto 2015 gemeinsam mit Familienmitgliedern auf.
Das Album Albores (spanisch für „Morgendämmerung“, ECM 2020) ist erstmals wieder ein reines Bandoneon-Soloalbum Saluzzis. Es startet mit "Adiós Maestro Kancheli", eine Hommage an den georgischen Komponisten Giya Kancheli, der 2019 verstarb. In einer weiteren Komposition "Don Caye - Variaciones sobre obra de Cayetano Saluzzi" erinnert er an den eigenen Vater, der ihn inspirierte und zum Musiker ausbildete. Meditativ anmutend sinniert der 85-Jährige musikalisch über Freundschaften und Spirituelles, argentinisches Landleben und Alltagsrealitäten.

## Diskografie (Auswahl)
| Titel                                                                 | Jahr | Label     |
| --------------------------------------------------------------------- | ---- | --------- |
| Kultrum                                                               | 1982 | ECM       |
| Once upon a Time: Far Away in the South                               | 1985 | ECM       |
| Volver (mit Enrico Rava)                                              | 1986 | ECM       |
| Andina                                                                | 1988 | ECM       |
| Pas de Trois (mit Wolfgang Dauner und Charlie Mariano)                | 1989 | moods     |
| Argentina                                                             | 1990 | Westwind  |
| Mojotoro                                                              | 1991 | ECM       |
| Rios (mit David Liebman und Anthony Cox)                              | 1995 | Intuition |
| Cité de la Musique                                                    | 1997 | ECM       |
| (mit dem Rosamunde Quartett) Kultrum: Music for Bandoneon and Strings | 1998 | ECM       |
| Responsorium                                                          | 2003 | ECM       |
| Trio Tage (mit George Gruntz und Thierry Lang)                        | 2005 | Polystar  |
| Senderos                                                              | 2005 | ECM       |
| Juan Condori                                                          | 2006 | ECM       |
| Ojos negros (mit Anja Lechner)                                        | 2007 | ECM       |
| El encuentro                                                          | 2010 | ECM       |
| Navidad de los Andes                                                  | 2011 | ECM       |
| El valle de la infancia                                               | 2014 | ECM       |
| Albores                                                               | 2020 | ECM       |
| El viejo caminante (mit José María Saluzzi und Jacob Young)           | 2025 | ECM       |